# 拉斯尼戈
拉斯尼戈（義大利語：Lasnigo），是意大利科莫省的一个市镇。总面积5平方公里，人口459人，人口密度91.8人/平方公里（2009年）。ISTAT代码为013123。